# Wakita

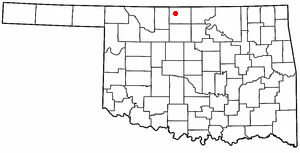
Lage von Wakita in Oklahoma

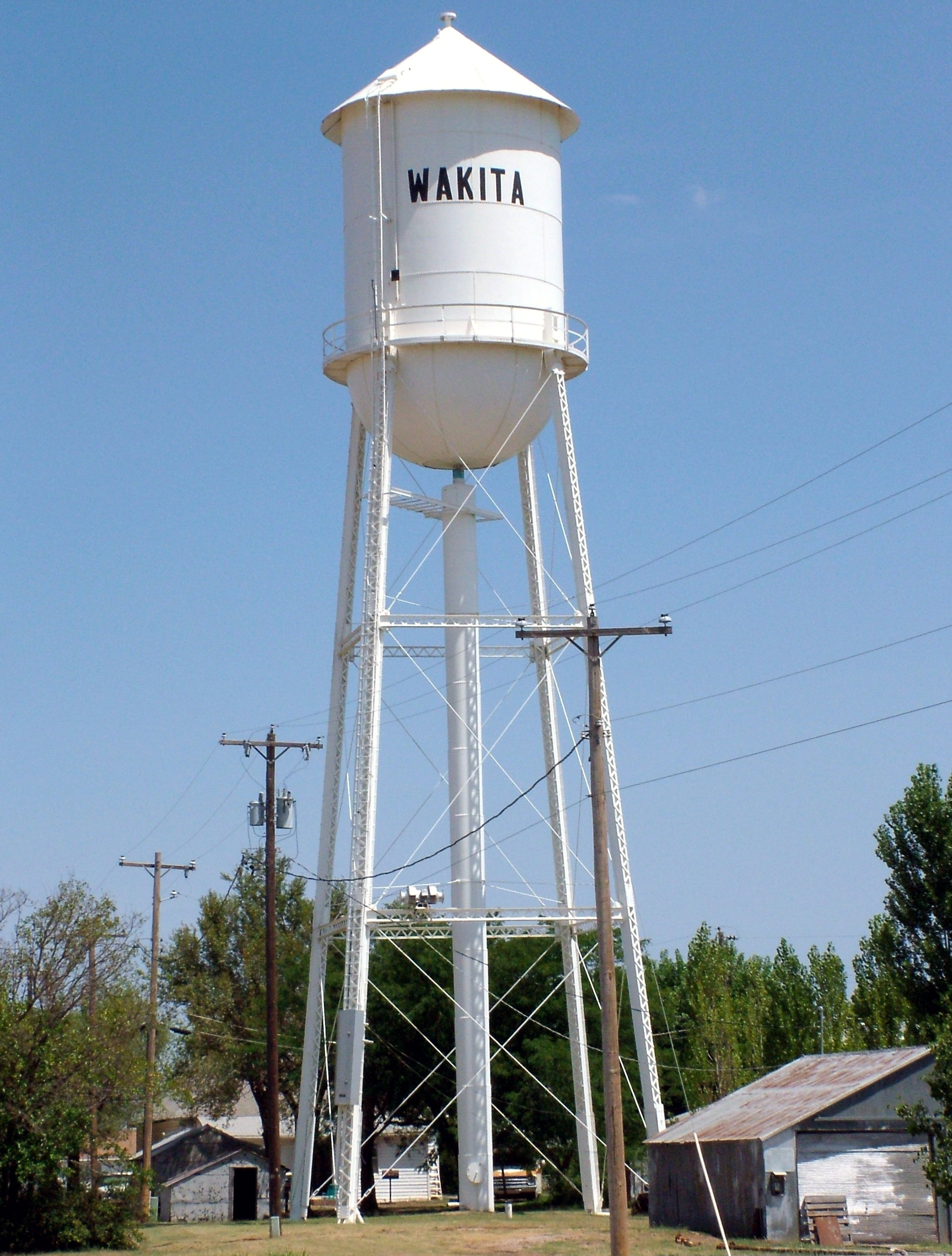
Der Wasserturm von Wakita, bekannt aus dem Film Twister.

Wakita ist ein Ort im Grant County im US-Bundesstaat Oklahoma der Vereinigten Staaten. Das U.S. Census Bureau hat bei der Volkszählung 2020 eine Einwohnerzahl von 311 ermittelt.
Der 1898 gegründete Ort wurde sowohl durch den Katastrophenfilm Twister aus dem Jahre 1996 mit Helen Hunt, Bill Paxton, Philip Seymour Hoffman und Jami Gertz als auch durch die Filmmusik des Van-Halen-Videos Humans Being bekannt. Die Gesamtfläche des Ortes beträgt 0,9 km². 

## Demografie
Bei der Volkszählung im Jahre 2000 hatte Wakita 420 Einwohner, die sich auf 165 Haushalte und 102 Familien verteilten. Die Bevölkerungsdichte betrug 491,4 Einwohner /km². 96,67 % der Bevölkerung waren weiß, 2,38 % indianischer Abstammung. In 27,3 % der Haushalte lebten Kinder unter 18 Jahren. Das Durchschnittseinkommen betrug 30.096 Dollar pro Haushalt, wobei 11,9 % der Bevölkerung unterhalb der Armutsgrenze lebten.